# Штюкофен

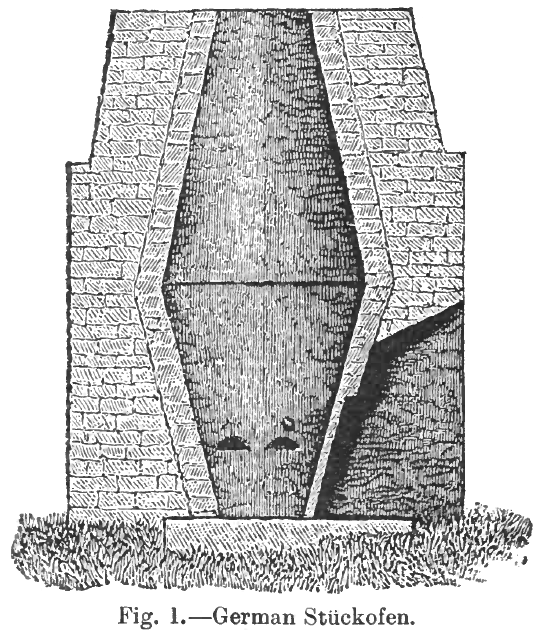
Штюкофен.

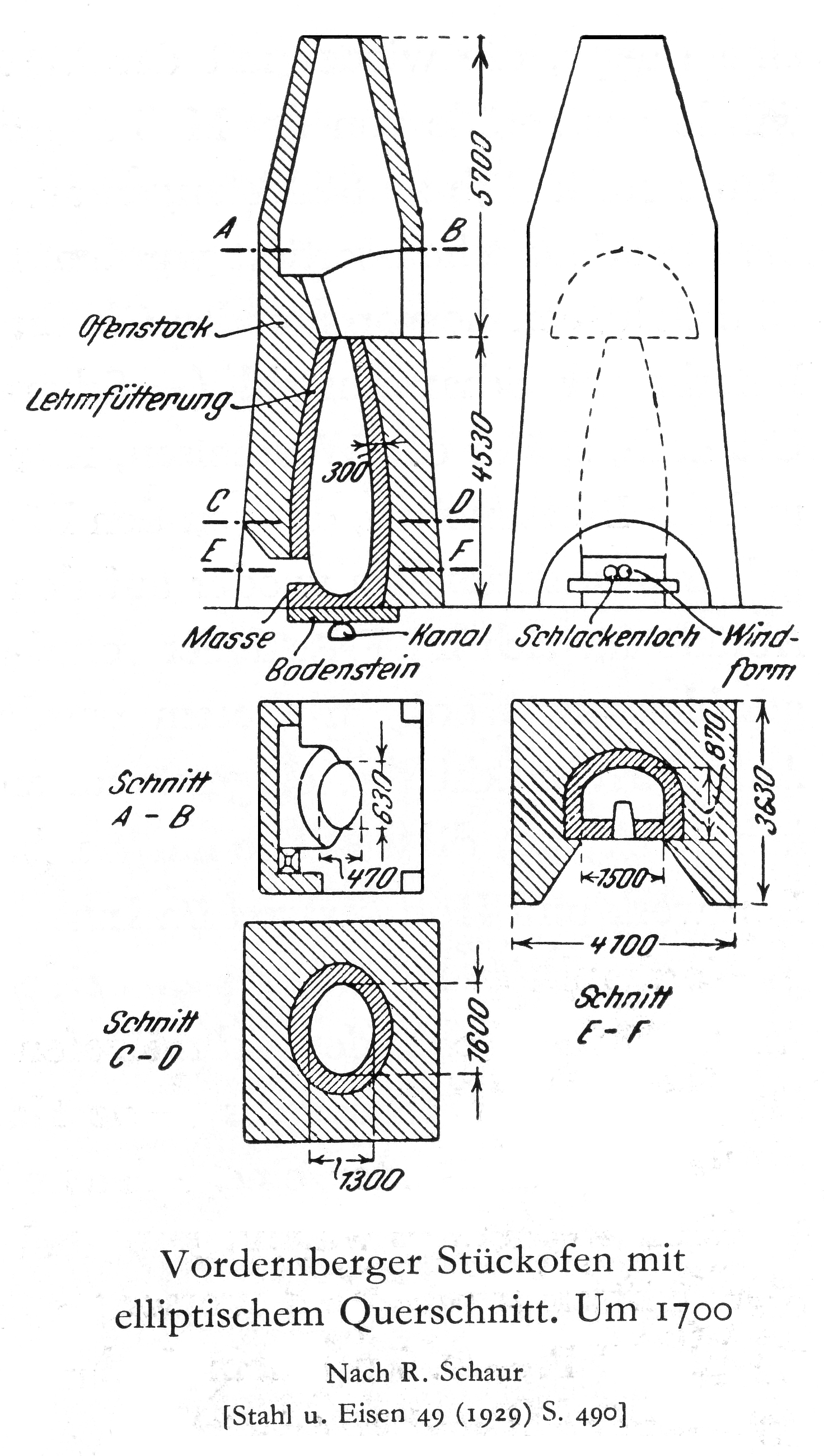
Штюкофен.

Штюкофен (нім. Stückofen) — металургійна піч для виробництва заліза, в якій в залежності від умов процесу можна було отримувати або сиродутне залізо — крицю (у напівтвердому стані, у вигляді шматка) або рідкий чавун. У штюкофенах у німців і подібних печах у інших народів вперше в історії європейської металургії було отримано залізо не тільки у напівтвердому, а й у рідкому стані (у вигляді чавуну).

## Назва
Назва «штукофен» походить від німецьких слів Stück — «шматок», «криця» й ofen — «піч». У німецькій мові також трапляється назва Wolfofen, де Wolf означає «криця». У французів такі печі називалися fourneau a loupe, у англійців high bloomery furnace, у шведів селянськими або осмундівськими від «осмунд» — криця. Штукофенам співставляють також домниці.

## Історія
Протягом двох тисячоліть у Європі для виробництва заліза користувалися невеличкими сиродутними горнами. Однак, такі горна були малопродуктивними і зростання попиту на метал примусило металургів шукати методи підвищення продуктивності горен. У Південно-Західній Європі, спочатку у іспанських, а потім і у французьких Піренеях були розроблені горна, що отримали назву каталонських, в яких зростання продуктивності було досягнуто інтенсифікацією подачі дуття і безперервністю процесу. У Північній Європі, у Скандинавії й у Альпах в VII—VIII століттях металурги почали будувати більші горна, вищі від зросту людини, які на початок 2-го тисячоліття будувалися вже заввишки понад 4 м. В середині XIII століття штукофени використовувалися у Зігені у Німеччині.
На території України з XIII ст. в окремих місцях з'явилися домниці, які можна порівняти з високими печами типу штукофен західного середньовіччя.
Опис штюкофена є у книжці Агріколи «De Re Metallica».

## Будова
Штукофени являли собою циліндричну піч, розширену всередині, заввишки від 6 до 15 футів, горішній отвір близько 1 1/3 фута, у широкій частині посередині 4 фути, а знизу на дні 2 1/2 фути.

## Робота
Крицю виймали щоденно. Тижневе вироблення заліза доходило до 250 пудів. Штюкофен давав від 100 до 150 тон металу на рік, навіть якщо не працював під час посушливого літа, коли річки були не дуже повноводні для забезпечення повітродувних засобів енергією.
Продукт отримували твердим або інколи незначно оплавленим. При відхиленнях від процесу отримували чавун, який виходив з печі у рідкому стані під час випуску шлаку. Чавун був ламким і не піддавався куванню й вважався браком. Скоріше за все чавун був несподіванкою для середньовічних металургів. Вважався браком. Його завантажували у штукофен і ще раз переплавляли.
Згодом знайшли застосування й для нього — у виготовленні ливарних виробів. Потім освоїли виробництво заліза з чавуну.